# Sebastian Stalder
Sebastian Stalder (ur. 19 stycznia 1998) – szwajcarski biathlonista, olimpijczyk z Pekinu 2022.

## Osiągnięcia

### Zimowe igrzyska olimpijskie
| Rok  | Miejscowość | Konkurencje | Konkurencje | Konkurencje | Konkurencje | Konkurencje | Konkurencje | Konkurencje |
| Rok  | Miejscowość | IN          | SP          | PU          | MS          | RL          | MR          | SR          |
| ---- | ----------- | ----------- | ----------- | ----------- | ----------- | ----------- | ----------- | ----------- |
| 2022 | Pekin       | 53.         | 27.         | 36.         | –           | 12.         | 8.          | nd.         |

### Mistrzostwa świata
| Rok  | Miejscowość | Konkurencje | Konkurencje | Konkurencje | Konkurencje | Konkurencje | Konkurencje | Konkurencje |
| Rok  | Miejscowość | IN          | SP          | PU          | MS          | RL          | MR          | SR          |
| ---- | ----------- | ----------- | ----------- | ----------- | ----------- | ----------- | ----------- | ----------- |
| 2023 | Oberhof     | 16.         | 37.         | dns.        | 7.          | 6.          | 7.          | –           |
| 2024 | Nové Město  | 28.         | 50.         | 42.         | 7.          | 14.         | 4.          | –           |
| 2025 | Lenzerheide | 11.         | 13.         | 27.         | 25.         | 7.          | 6.          | –           |

### Mistrzostwa Europy
| Rok  | Miejscowość | Konkurencje | Konkurencje | Konkurencje | Konkurencje | Konkurencje | Konkurencje | Konkurencje |
| Rok  | Miejscowość | IN          | SP          | PU          | MS          | RL          | MR          | SR          |
| ---- | ----------- | ----------- | ----------- | ----------- | ----------- | ----------- | ----------- | ----------- |
| 2020 | Raubiczy    | –           | 30/40.      | 36.         | nd.         | nd.         | –           | 16.         |

### Mistrzostwa świata juniorów

#### Junior młodszy
| Rok  | Miejscowość | Konkurencje | Konkurencje | Konkurencje | Konkurencje | Konkurencje | Konkurencje | Konkurencje |
| Rok  | Miejscowość | IN          | SP          | PU          | MS          | RL          | MR          | SR          |
| ---- | ----------- | ----------- | ----------- | ----------- | ----------- | ----------- | ----------- | ----------- |
| 2017 | Osrblie     | 10.         | 40.         | 25.         | nd.         | 5.          | nd.         | nd.         |

#### Junior
| Rok  | Miejscowość | Konkurencje | Konkurencje | Konkurencje | Konkurencje | Konkurencje | Konkurencje | Konkurencje |
| Rok  | Miejscowość | IN          | SP          | PU          | MS          | RL          | MR          | SR          |
| ---- | ----------- | ----------- | ----------- | ----------- | ----------- | ----------- | ----------- | ----------- |
| 2018 | Otepää      | 15.         | 20.         | 20.         | nd.         | 9.          | nd.         | nd.         |
| 2019 | Osrblie     | 5.          | 21.         | 18.         | nd.         | 9.          | nd.         | nd.         |
| 2020 | Lenzerheide | 3.          | 25.         | 15.         | nd.         | 5.          | nd.         | nd.         |

### Zimowe igrzyska olimpijskie młodzieży
| Rok  | Miejscowość | Konkurencje | Konkurencje | Konkurencje | Konkurencje | Konkurencje | Konkurencje | Konkurencje |
| Rok  | Miejscowość | IN          | SP          | PU          | MS          | RL          | MR          | SR          |
| ---- | ----------- | ----------- | ----------- | ----------- | ----------- | ----------- | ----------- | ----------- |
| 2016 | Lillehammer | nd.         | 10.         | 11.         | nd.         | nd.         | 8.          | 7.          |

### Puchar Świata

#### Miejsca w klasyfikacji generalnej
| Sezon     | Miejsc            |
| --------- | ----------------- |
| 2017/2018 | niesklasyfikowany |
| 2018/2019 | nie brał udziału  |
| 2019/2020 | niesklasyfikowany |
| 2020/2021 | niesklasyfikowany |
| 2021/2022 | 40.               |
| 2022/2023 | 17.               |
| 2023/2024 | 19.               |
| 2024/2025 | 41.               |